# Stadsbrug (Kampen)
Stadsbrug lub IJsselbrug – most podnoszony nad rzeką IJssel pomiędzy Kampen i IJsselmuiden, w prowincji Overijssel, w Holandii.
Pierwszy most łączący Kampen i IJsselmuiden powstał w 1448 roku. Była to wówczas drewniana, stałą przeprawa, która utrudniła żeglugę po rzece IJssel, co spotkało się z niezadowoleniem ze strony innych miast położonych nad tą rzeką, jednak ich protesty nie uzyskały żadnego rezultatu. W 1589 roku powstała druga wersja mostu, tym razem z ruchomą częścią dla ułatwienia żeglugi. W 1638 roku wybudowano trzecią wersję, tym razem znów bez części ruchomej ułatwiającej żeglugę. Czwarty wariant mostu wybudowano w roku 1784. Był to most zwodzony z dwoma podnoszonymi przęsłami usytuowanymi w odległości 2,5 m od nabrzeża. W 1872 roku most został przebudowany, w wyniku czego stał się odtąd konstrukcją stalową. W dalszym ciągu był to most zwodzony z dwoma podnoszonymi skrzydłami usytuowanymi w jego środkowej części. Podczas II wojny światowej most był dwukrotnie wysadzany (1940, 1945) i za każdym razem później odbudowywany. W 1962 roku most zwodzony przekształcono w most podnoszony. Ostatnia przebudowa mostu miała miejsce w latach 1998–1999.